# المسجد المركزي بشمال لندن
المسجد المركزي بشمال لندن، (بالإنجليزية: Central Mosque in north London)‏، يقع في منطقة فينزبري بارك، مقابل محطة فينزبري بارك لقطار الأنفاق. افتُتح المسجد الذي يتسع لحوالي 1800 مصلي في عام 1994م ، في حفل كبير حضره الأمير تشارلز، أمير ويلز.

## الأنشطة
وينظم المسجد العديد من النشاطات مثل دورات تعليم اللغة الإنكليزية والعربية ودروس في الحاسوب وتحفيظ القرآن الكريم وغيرها من النشاطات الرياضية والترفيهية. كما يعمل بالتعاون مع منظمات أخرى على نشر التوعية في مجالات مختلفة كحملات التشجيع على التبرع بالدم ورفض التمييز العرقي وزيادة الوعي بأهمية مشاكل الصحة العقلية والنفسية.